# Аносов, Николай Степанович
Николай Степанович Аносов (1866—1920) — русский военачальник, генерал-майор.

## Биография
Родился 15 сентября 1866 года в православной семье. Из потомственных дворян. Сын генерал-майора С. П. Аносова.
Образование получил в Тифлисском кадетском корпусе. В службу вступил 26 августа 1884 года юнкером рядового звания в 3-е военное Александровское училище. Выпущен подпоручиком гвардии (ст. 11.08.1886) в лейб-гвардии Измайловский полк. Позже служил в Отдельном корпусе пограничной стражи и 182-м пехотном резервном Ново-Трокском полку. Состоял в запасе гвардейской пехоты (02.11.1890-29.10.1892).
Поручик армии (ст. 28.03.1892). Окончил Николаевскую академию Генштаба в 1897 году по 1-му разряду. Штабс-капитан (ст. 19.05.1897). Состоял при Туркестанском военном округе. Старший адъютант канцелярии начальника Аму-Дарьинского отдела (17.02.1899-25.02.1901).
Капитан (ст. 18.04.1899). Командир Памирского отряда (15.06.1899-16.10.1900). Обер-офицер для поручений при штабе Кавказского военного округа (25.02.1901-02.04.1903). Старший адъютант штаба Приамурского военного округа (02.04.1903-24.06.1904).Подполковник (ст. 06.04.1903). 
Участник русско-японской войны 1904—1905 годов. Старший адъютант управления генерал-квартирмейстера штаба тыла Маньчжурской армии 30.04.1905). Штаб-офицер для поручений при окружном Управлении военных сообщений Маньчжурской армии (24.06.1904-19.10.1906). Цензовое командование батальоном отбывал в 14-м Восточно-Сибирском стрелковом полку (09.08.-29.11.1906). Штаб-офицер при управлении отдельной Забайкальской казачьей бригады (19.10.1906-01.03.1911).
Полковник (ст. 22.04.1907). Был прикомандирован к артиллерии (26.05.-23.07.1909) и к кавалерии (05.09.-25.09.1909). Состоял в 28-м Сибирском стрелковом полку (01.03.1911-19.03.1914). Затем состоял в 30-м Сибирском стрелковом полку (с 19.03.1914).
Участник Первой мировой войны. На 27 апреля 1915 года служил в том же чине командиром 50-го Сибирского стрелкового полка.
Генерал-майор (ст. 25.01.1915). Состоял в резерве чинов при штабе Петроградского военного округа (с 17.10.1915). Начальник 19-й пехотной запасной бригады (с 30.01.1916). Временно исполняющий должность Главнокомандующего войсками Петроградского военного округа (02.03.-05.03.1917; до прибытия генерала Л. Г. Корнилова). Командующий 20-й пехотной дивизией (04.05.-01.07.1917). Состоял в резерве чинов при штабе Петроградского военного округа (с 01.07.1917).
Расстрелян Петроградской ЧК в 1920 году. Реабилитирован Главной военной прокуратурой в 1993 году.
Был женат, имел пятерых детей (три сына - 1897 г. р., 1902 г. р., 1903 г. р. и две дочери - 1908 и 1910 г. р.)

## Награды
- Орден Св. Станислава 3-й степени (1902);
- Орден Св. Владимира 4-й степени (1905);
- Орден Св. Станислава 2-й степени (1906);
- Орден Св. Анны 2-й степени (1906);
- Орден Св. Владимира 3-й степени с мечами (ВП 27.04.1915);
- Орден Св. Георгия 4-й степени (05.02.1916) — за отличия в 50-м Сибирском стрелковом полку.
- Орден Св. Станислава 1-й степени (08.02.1917).